# Bidarte
Bidarte (en euskera: Bidarte; en francés: Bidart) es una localidad francesa situada en el departamento de los Pirineos Atlánticos, en la región de Nueva Aquitania.
De acuerdo con la clasificación tradicional vascofrancesa, pertenece a la provincia de Labort.
El gentilicio es bidartar, tanto en euskera como en francés.

## Geografía

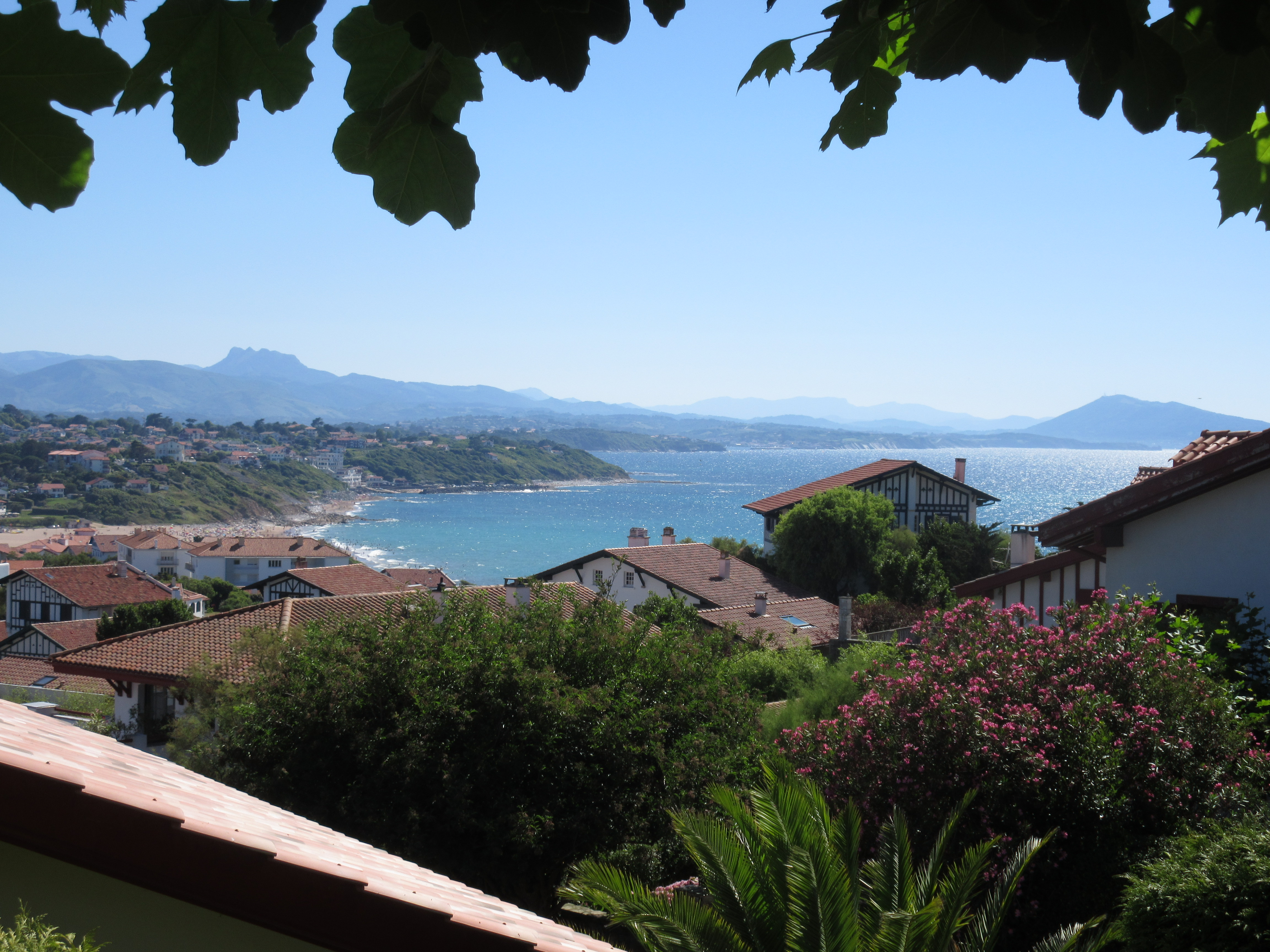
Playa de Bidart

Se extiende a a lo largo de casi cinco kilómetros de costa atlántica y su frente marítimo se caracteriza por largos acantilados fuertemente plegados que dominan algunas playas. Limita al norte con Biarritz, al este con Arbona y Ahetze, al sur con San Juan de Luz y Guetaria y al oeste con el mar Cantábrico . Se encuentra a 25 kilómetros al norte de la frontera franco-española.
Está situada a una longitud de 1° 35' 30'' oeste y latitud 43° 26' 17''  norte.
En Bidarte desemboca el río Uhabia en el mar Cantábrico.

## Heráldica

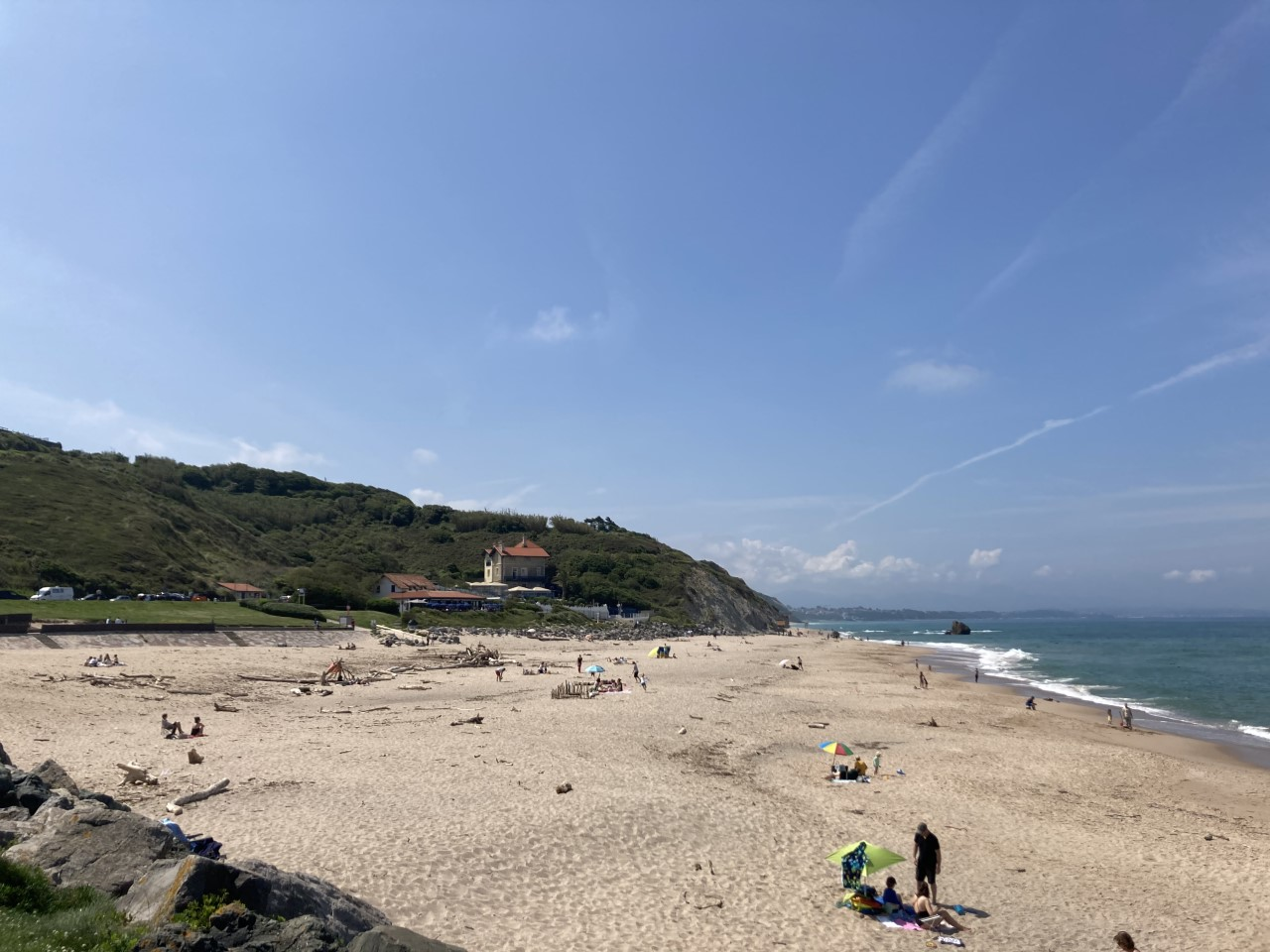
Playa de Ilbarritz

Partido por vergueta de oro: en campo de sinople, una roca de plata, moviente del flanco diestro y puesto sobre un mar de plata, sumada de una torre de oro, adjurada e inflamada de gules, y 2º, en campo de gules, un velero visto de proa, de oro, con vela de plata cargada de un lauburu de sable y puesta sobre un mar de plata; la vergueta está acostada en cada flanco de cinco billetes de oro, brochantes y puestas en palo.

## Demografía
| Gráfica de evolución demográfica de Bidart entre 1800 y 2019 |
|                                                              |

Fuentes: Ldh/EHESS/Cassini e INSEE.